# 高橋英樹 (農学博士)
高橋 英樹（たかはし ひでき）は農学博士。東北大学大学院農学研究科・農学部 応用生命科学専攻 教授。
分子植物病理学（イネの病気など）を専門とする。
2024年3月13日から15日まで仙台国際センターで開催された令和6年度日本植物病理学会大会の実行委員長を務めた。
高橋の人物はこちらを参照のこと。
北海道大学総合博物館特任教授で植物生態地理学、植物形態学を専門とする、同姓同名の高橋英樹 (植物学者) とは別人である。

## 略歴
1983年、東京農工大学農学部卒業。
1988年、東北大学,農学部,助手。1996年、東京農工大学農学部助手。
1998年、東北大学,大学院・農学研究科 助教授。2000年、東北大学,大学院・農学研究,助教授。
2000年度 - 2005年度、東北大学,大学院・農学研究科,助教授。
2005年度 - 2006年度、東北大学,大学院農学研究科,助教授。
2007年度 - 2010年度、東北大学,大学院・農学研究科,准教授。
2010年度 - 2011年度、東北大学,大学院・農学研究科,教授。
2011年度 - 2016年度、東北大学,大学院（連合)農学研究科（研究院）,教授。
2015年度 - 2016年度、東北大学,大学院農学研究科教授。
2015年度 - 2023年度、東北大学,農学研究科,教授。

## 委員歴
- 日本植物病理学会 理事（1996年 - ）
- 日本農芸科学会「化学と生物」企画委員会 企画委員（2001年 - 2005年）
- Plant Cell Physiology編集委員会 Editorial Board（2009年 - 2011年）
- 日本植物病理学会報 原著論文編集委員（2010年 - 2013年）
- Journal of General Pathology Associate Editor（2010年 - 2013年）
- 日本病理学会学会賞選考委員 賞選考委員（2013年 - 2015年）
- 日本植物病理学会東北部会 幹事（1996年 - ）
- 日本植物病理学会 JABEE対応委員会,JABEE委員（2008年 - ）
- 国際植物病理学会（ISPP）Counil Member（2008年 -）
- 日本植物病理学会評議員会 日本植物病理学会評議員（2008年 - ）
- 北日本病害虫研究会 評議員（2008年 - ）
- 日本植物病理学会東北部会 部会長（2008年 - ）